# Дегтярьов Роман Юрійович
Роман Юрійович Дегтярьов (14 липня 2008, Харків) — український шахіст, майстер ФІДЕ (2022), чемпіон України 2024 року.
Його рейтинг станом на травень 2025 року — 2405 (60-те — серед українських шахістів, 3-тє в Україні серед юнаків до 18 років).

## Досягнення
- Чемпіон України серед юнаків до 18 років (Львів, 2022)[1];
- Срібний призер чемпіонату Європи з рапіду серед юнаків до 16 років (Прага, 2024)[2];
- Срібний призер чемпіонату України з бліцу та рапіду серед юнаків до 20 років (Дніпро, 2024);
- Срібний призер чемпіонату України серед юнаків до 18 років (Вінниця, 2024)[3];
- Чемпіон України 2024 року[4][5];
- Срібний призер чемпіонату України з рапіду серед юнаків до 20 років, 7½ з 9 очок (Львів, 2025)[6];
- Чемпіон України з бліцу серед юнаків до 20 років, 9½ з 11 очок (Львів, 2025)[7].
- Переможець 1-го міжнародного турніру "Sofia Spring", 7 з 9 очок (Софія, Болгарія, 2025)[8].

## Результати виступів у чемпіонатах України
| Рік  | Місто   | Турнір                 | + | − | = | Результат | Місце |
| ---- | ------- | ---------------------- | - | - | - | --------- | ----- |
| 2023 | Полтава | 91-й чемпіонат України | 5 | 2 | 2 | 6 з 9     | 7     |
| 2024 | Львів   | 92-й чемпіонат України | 7 | 1 | 1 | 7½ з 9    | Gold  |